# Inga balsapambensis
Espèce
Statut de conservation UICN

 VU B1ab(iii) : Vulnérable
Inga balsapambensis est une espèce de plantes à fleurs du genre Inga de la famille des Fabaceae (Leguminosae).